# استان بوکاس دل تورو
استان بوکاس دل تورو (به اسپانیایی: Provincia de Bocas del Toro) یکی از ده استان کشور پاناما است که در غرب این کشور واقع شده‌است. استان بوکاس دل تورو ۴٬۶۵۷٫۲ کیلومتر مربع مساحت و ۱۲۵٬۴۶۱ نفر جمعیت دارد.